# اندرو دونالد بوث
اندرو دونالد بوث (به انگلیسی: Andrew Donald Booth) (۱۱ فوریه ۱۹۱۸–۲۹ نوامبر ۲۰۰۹) مهندس برق، فیزیکدان و دانشمند علوم رایانه بریتانیایی بود. او اولین توسعه دهنده حافظه درام مغناطیسی برای رایانه‌ها بود. او با الگوریتم ضرب بوث شناخته شده‌است. بعد از نقل مکان به کانادا، او رئیس دانشگاه لیکهد شد.

## اوایل زندگی
بوث در ویبریج، ساری بزرگ شد. دونالد پسر سیدنی بوث (متوفی ۱۹۵۵) پسر عموی سر فلیکس بوث (محقق قطب شمال) بود. او در مدرسه پسرانه هابرداشرز آسکه تحصیل کرد. در سال ۱۹۳۷، او برنده بورس تحصیلی برای خواندن ریاضیات در کالج مسیح، کمبریج شد. بوث بدون گرفتن مدرک، کمبریج را ترک کرد، زیرا از ریاضیات محض به عنوان یک موضوع تحقیقی ناراضی شده بود. او به جای آن مدرک خارجی را از دانشگاه لندن انتخاب کرد که در آن رتبه اول را به دست آورد.
از سال ۱۹۴۳ تا ۱۹۴۵، بوث به عنوان یک فیزیکدان ریاضی در تیم اشعه ایکس در انجمن تحقیقات تولیدکنندگان لاستیک بریتانیا (BRPRA)، شهر ولوین گاردن، هرتفوردشر کار کرد و پی‌اچ‌دی خود را در کریستالوگرافی از دانشگاه بیرمنگام در سال ۱۹۴۴ گرفت. در سال ۱۹۴۵، او به کالج بیرکبک، دانشگاه لندن جایی که کارش را با گروه کریستالوگرافی با ساختن اولین کامپیوترهای الکترونیکی در بریتانیا شروع کرده بود، نقل مکان کرد.
دکتر بوث به عنوان رئیس دانشگاه لیکهد از سال ۱۹۷۲ تا ۱۹۷۸ خدمت کرد.

## زندگی شخصی
بوث در سال ۱۹۵۰ با ریاضیدان و مهندس کامپیوتر کثلین بوث ازدواج کرد و صاحب دو فرزند به نام‌های آماندا و ایان شد. بین سال‌های ۱۹۴۷ و ۱۹۵۳، آنها با هم سه رایانه تولید کردند.